# Traversons la Manche
Pour plus de détails, voir Fiche technique et Distribution.
Traversons la Manche (titre original : Dangerous When Wet) est un film américain en Technicolor réalisé par Charles Walters, sorti en 1953.
Dans ce film, Esther Williams exécute un ballet aquatique avec, pour partenaires, les stars du dessin animé Tom et Jerry.

## Synopsis
Une famille de producteurs laitiers, les Higgins, aime entretenir sa forme physique grâce à des baignades matinales. Un jour, la fille aînée, Katie (Esther Williams), rencontre Windy Weebe (Jack Carson), un vendeur ambulant de « Liquipep », un élixir censé améliorer la forme des gens. Lorsque Windy prend conscience du talent des Higgins pour la natation, il leur suggère de concourir pour la traversée de la Manche. La famille, en particulier M. Higgins (William Demarest), est très enthousiaste à cette idée ; Katie l'est moins, mais elle s'avère être la nageuse la plus talentueuse de tous. Elle accepte car elle voit une opportunité de gagner de l'argent pour s'acheter un taureau. La famille devient la célèbre famille Liquiped. 
En Angleterre, Windy entraîne Katie. Par une journée brumeuse, la jeune femme est sauvée de l'eau par un beau Français, André Lanet (Fernando Lamas), qui vend du champagne (au grand désespoir de Windy) ; elle lui plaît mais Katie doit se concentrer sur l'épreuve à venir, d’autant que sa famille a été disqualifiée. Si Katie n'est pas trop intéressée par Windy, ce dernier attire l’œil de Gigi Mignon (Denise Darcel).
Le jour de la traversée arrive. Katie nage sous les encouragements d'André, qui la suit sur une embarcation. Arrivée sur la plage anglaise (le départ s'est fait en France), il ne lui reste que quelques pas à faire pour atteindre la ligne d'arrivée. Elle tient à peine debout, et André veut l'aider, mais elle refuse car elle veut y parvenir seule.

## Fiche technique
- Titre : Traversons la Manche
- Titre original : Dangerous When Wet
- Réalisation : Charles Walters
- Scénario : Dorothy Kingsley
- Animations : Tom et Jerry par Joseph Barbera, William Hanna et Fred Quimby
- Directeur musical : George E. Stoll
- Chorégraphie : Billy Daniel et Charles Walters
- Direction artistique : Cedric Gibbons et Jack Martin Smith
- Costumes : Helen Rose
- Photographie : Harold Rosson
- Montage : John McSweeney Jr.
- Producteur : George Wells
- Sociétés de production : Metro-Goldwyn-Mayer (MGM) et M-G-M Cartoons (pour les scènes animées)
- Société de distribution : Loew's, Inc.
- Pays de production :  États-Unis
- Langue d'origine : anglais américain
- Format : couleur (Technicolor) — 35 mm — 1,37:1 — son : mono (Western Electric Sound System)
- Genre : film musical et comédie romantique
- Durée : 95 minutes
- Dates de sortie :
  - États-Unis : 18 juin 1953 (première à New York)
  - France : 27 août 1954

## Distribution
- Esther Williams : Katie Higgins
- Fernando Lamas : André Lanet
- Jack Carson : Windy Weebe
- Charlotte Greenwood (VF : Camille Fournier) : Ma Higgins
- Denise Darcel : Gigi Mignon
- William Demarest : Pa Higgins
- Donna Corcoran : Junior Higgins
- Barbara Whiting : Suzie Higgins
- Bunny Waters : Greta
- Henri Letondal : Joubert
- Paul Bryar : Pierre
- Jack Raine : Stuart Frye
- Richard Alexander : le nageur égyptien
- Tudor Owen : Old Salt
- Ann Codee : Mme Lanet
- Jimmy Aubrey : le barman (non crédité)